# إذاعة الشرق

شعار صوت الشرق

إذاعة صوت الشرق هي اذاعة لبنانية تبث من بيروت ومن باريس. تعرف بفرنسا باسم «راديو أوريون». أسسها رجل الأعمال اللبناني الفرنسي المقيم في باريس رغيد الشماع وتم بيعها للرئيس رفيق الحريري نهاية العام 1994. تبث البرامج الأخبارية والسياسية بالإضافة للمنوعات والبرامج المحلية والفنية الألعاب.

## مكاتبها
للإذاعة فرعين. الأساسي في مدينة باريس. اما استديوهات الفرع في لبنان، ففي منطقة الروشة في بيروت بالتحديد.

## موجاتها
تبث الإذاعة على الموجات التالية:
- تبث في لبنان عبر الموجتين 88.3 و88.7 أف أم. مع إعادة بث إلى صيدا، طرابلس.
- تبث في باريس عبر الموجة 94.3 أف أم. بالإضافة إلى إعادة البث في بوردو، ليون، نيس، نانت، ليموج، تولون، نيم وغيرها
- تبث في مدن أوروبية مثل جنيف، فيينا، لوزان، ولندن
- تبث في بعض المدن العربية مثل دمشق (سوريا)، وعمان (الأردن) والقدس ويافا (فلسطين)
- تبث للعالم عبر قناة المستقبل الفضائية على الموجة 7.02 ميغاهيرتز.
- الأنترنت: البث الحي.

## وصلات خارجية
- موقع إذاعة الشرق - فرنسا
- موقع إذاعة الشرق - لبنان